# Will Robson Emilio Andrade
Will Robson Emilio Andrade (født 15. december 1973) er en tidligere japansk fodboldspiller.